# Michael Maestlin
Michael Maestlin, född 30 september 1550 i Göppingen, död 20 oktober 1631 i Tübingen, tysk astronom och professor i matematik. 
Maestlin blev professor i matematik i Heidelberg 1580 och i Tübingen 1583.
Han undervisade Johannes Kepler vid universitetet i Tübingen. Maestlin föreläste mestadels utifrån världsbilden där jorden står still och allt annat roterar runt jorden. Själv trodde han dock på den heliocentriska världsbilden utarbetad av Copernicus under början av 1500-talet, och därför undervisade han denna för några utvalda elever, däribland Kepler.
Nedslagskratern Maestlin på månen är uppkallad efter honom. Även asteroiden 11771 Maestlin är uppkallad efter honom.